# Breath (知念里奈のアルバム)
『breath』（ブレス）は、2001年7月4日にソニー・ミュージックレコーズから発売された知念里奈2枚目のオリジナル・アルバム。

## 解説
『Growing』から3年振りの新作。本作以降の知念名義のシングル・アルバム新作発表は無い。

## 収録曲
作曲・編曲　Ryuichirou Yamaki（特記以外）
1. overture…breath…（1:36）
2. Butterfly（3:47）
  - 作詞　知念里奈・H.U.B
3. Love, make together（4:10）
  - 作詞　UNI
  - 12thシングル。ブルボン「プチビット」CMソング。
4. Never goes away（4:24）
  - 作詞　UNI　作曲　Himeko Yamamoto　編曲　Sadahiro Nakano
5. 体温（5:32）
  - 作詞　Akifumi Shiota
6. my dear DREAMERS（3:32）
  - 作詞　Akifumi Shiota
7. ジェラシー（4:55）
  - 作詞　Saki Nishina　作曲　Hiroshi Furukawa 編曲 Sadahiro Nakano
8. Love you close(Album Version)（4:42）
  - 作詞　森浩美 作曲　上田知華　編曲　大坪稔明
  - 15thシングルのアルバムバージョン。
  - アニメ映画『ドラえもん のび太と翼の勇者たち』主題歌。
9. early morning（4:43）
  - 作詞　H.U.B　作曲　Hisashi Nawata
10. UNIVERSE〜RING of the ring finger〜（4:28）
  - 作詞　Akifumi Shiota
11. control（4:02）
  - 作詞　H.U.B
12. Give me your love（4:08）
  - 作詞　URAN　作曲　大久保薫　編曲　Sadahiro Nakano
13. Just Believe（4:28）
  - 作詞　URAN　作曲　大久保薫　編曲:MAESTRO-T
  - 14thシングル。
14. rendez-vous〜大気圏を抜け出そう〜（4:15）
  - 作詞　H.U.B
15. TOM（6:56）
  - 作詞　知念里奈
  - 知念初の単独作詞。
16. CLUB ZIPANGU（ボーナス・トラック）（4:12）
  - 作詞　康珍化　作曲　I.Blake/W.Afnasieff/D.Child　編曲　鳥山雄司
  - 13thシングル。
  - リッキー・マーティンの『She Bangs』をカバー。「R・I・N・A」名義でリリースした楽曲。